# FK TSC
フドバルスキ・クルブTSC（セルビア語: Фудбалски клуб ТСЦ, セルビア・クロアチア語: Fudbalski klub TSC, ハンガリー語: Topolyai Sport Club, トポヤイ・シュポルト・ツルブ）は、セルビアのヴォイヴォディナ・バチュカ・トポラをホームタウンとするサッカークラブである。セルビア語でTSCはトスツと発音する。

## 歴史
最初のサッカークラブは1912年にバチュカ・トポラで創設されたが、公式には1913年からTSC（ハンガリー語: Topolyai Sport Club, トポヤイ・シュポルト・ツルブ, セルビア語: Topolski sportski klub, トポルスキ・スポルツキ・クルブ）として活動を開始した。最初のスポンサーはベール・カーロイ（ハンガリー語: Beer Károly）で、クラブに最初のサッカーボールを提供した。
1930年にJAK（セルビア語: Jugoslovenski atletski klub, ハンガリー語: Jugoszláv Atlétikai Club）に改称した。1942年からはトポヤイ（ハンガリー語: Topolyai）に改称しハンガリーの2部リーグに参加し、最高順位は2位であった。
第二次世界大戦後の1945年にエジシェーグ（ハンガリー語: Egység）に改称、1951年にトポヤ（ハンガリー語: Topolya）に改称、1974年にFK AIKに改称した。AIKはユーゴスラビア2部リーグのユーゴスラビア・ドルガ・リーガに昇格する成功を収めた。
2003年に財政問題によりファーストチームは活動を停止し、ユースチームのみが活動を継続した。2005年にFKバイシャと合併してFKバチュカ・トポラとなり、バイシャの代わりにヴォイヴォディナのリーグに参加した。
クラブ創設100周年の2013年にオリジナルのクラブ名であるTSCの名前が復活しFK TSCとなった。
2016-17シーズンはセルビア・スルプスカ・リーガのヴォイヴォディナ地区で3位に終わったが、優勝したFKブラツトヴォ1946が財政問題によりセルビア・プルヴァ・リーガ昇格を辞退し、2位のFKオムラディナツ・ノヴィ・バノヴツィはプルヴァリーガの参加要件を満たしていなかったため、TSCがプルヴァリーガに昇格した。
2022-23シーズンにはセルビア・スーペルリーガで2位と躍進しUEFAチャンピオンズリーグ 2023-24 予選の出場権を獲得、予選3回戦でSCブラガに敗れたもののUEFAヨーロッパリーグ 2023-24 グループステージ進出を果たした。

## タイトル

### 国内タイトル
- セルビア・プルヴァ・リーガ：1回
  - 2018-19

### 国際タイトル
- なし

## 過去の成績
| シーズン | リーグ戦                   | リーグ戦 | リーグ戦 | リーグ戦 | リーグ戦 | リーグ戦 | リーグ戦 | リーグ戦 | リーグ戦 | セルビア・カップ |
| シーズン | ディビジョン               | 試       | 勝       | 分       | 敗       | 得       | 失       | 点       | 順位     | セルビア・カップ |
| -------- | -------------------------- | -------- | -------- | -------- | -------- | -------- | -------- | -------- | -------- | ---------------- |
| 2017-18  | セルビア・プルヴァ・リーガ | 30       | 15       | 9        | 6        | 49       | 22       | 54       | 4位      |                  |
| 2018-19  | セルビア・プルヴァ・リーガ | 37       | 26       | 9        | 2        | 80       | 27       | 53       | 1位      | ベスト16         |
| 2019-20  | セルビア・スーペルリーガ   | 30       | 17       | 8        | 5        | 59       | 34       | 59       | 4位      | ベスト16         |
| 2020-21  | セルビア・スーペルリーガ   | 38       | 17       | 7        | 14       | 68       | 50       | 58       | 4位      | 準々決勝敗退     |
| 2021-22  | セルビア・スーペルリーガ   | 37       | 13       | 9        | 15       | 51       | 56       | 48       | 6位      | 準々決勝敗退     |
| 2022-23  | セルビア・スーペルリーガ   | 37       | 22       | 9        | 6        | 66       | 32       | 75       | 2位      | 準決勝敗退       |
| 2023-24  | セルビア・スーペルリーガ   |          |          |          |          |          |          |          | 位       | 1回戦敗退        |

## 欧州の成績
| シーズン | 大会                 | ラウンド  | 対戦相手                     | ホーム      | アウェー | 合計 |  |
| -------- | -------------------- | --------- | ---------------------------- | ----------- | -------- | ---- |  |
| 2020-21  | ヨーロッパリーグ     | 予選1回戦 | ペトロクブ・フンチェシュティ | N/A         | 2-0      | N/A  |  |
| 2020-21  | ヨーロッパリーグ     | 予選2回戦 | FCSB                         | 6-6 (4-5 p) | N/A      | N/A  |  |
| 2023-24  | チャンピオンズリーグ | 予選3回戦 | ブラガ                       | 1-4         | 0-3      | 1-7  |  |
| 2023-24  | ヨーロッパリーグ     | グループA | ウェストハム・ユナイテッド   | 0-1         | 1-3      | 4位  |  |
| 2023-24  | ヨーロッパリーグ     | グループA | オリンピアコス               | 2-2         | 2-5      | 4位  |  |
| 2023-24  | ヨーロッパリーグ     | グループA | フライブルク                 | 1-3         | 0-5      | 4位  |  |

## 現所属メンバー
2022年9月12日現在
注：選手の国籍表記はFIFAの定めた代表資格ルールに基づく。
| No. | Pos. |              | 選手名                         |
| --- | ---- | ------------ | ------------------------------ |
| 1   | GK   | セルビア     | ネナド・フィリポヴィッチ       |
| 4   | DF   | クロアチア   | ヨシプ・チャルシッチ           |
| 5   | DF   | セルビア     | アランジェル・ストイコヴィッチ |
| 6   | DF   | セルビア     | サシャ・トマノヴィッチ         |
| 8   | FW   | セルビア     | サシャ・ヨヴァノヴィッチ       |
| 9   | FW   | セルビア     | ステファン・ヴキッチ           |
| 10  | FW   | 北マケドニア | マルティン・ミルチェフスキ     |
| 11  | MF   | セルビア     | イヴァン・ミロサヴリェヴィッチ |
| 12  | GK   | セルビア     | ヴェリコ・イリッチ             |
| 15  | FW   | セルビア     | ネマニャ・クルスマノヴィッチ   |
| 16  | MF   | セルビア     | モムチロ・スヴィラル           |
| 17  | DF   | セルビア     | ゴラン・アントニッチ           |
| 18  | DF   | セルビア     | ネマニャ・ストイッチ           |
| 19  | MF   | セルビア     | ユグ・スタノイェヴ             |

| No. | Pos. |            | 選手名                       |
| --- | ---- | ---------- | ---------------------------- |
| 20  | MF   | スロバキア | ニコラス・シュパレク         |
| 21  | MF   | セルビア   | ニコラ・クヴェリッチ         |
| 22  | MF   | セルビア   | ミハイロ・ミロサヴィッチ     |
| 23  | GK   | セルビア   | ネマニャ・ヨルギッチ         |
| 24  | MF   | セルビア   | ミリャン・クルピッチ         |
| 25  | MF   | ガーナ     | アブドゥル・ラシド・フセイニ |
| 29  | DF   | セルビア   | ミロシュ・ツヴェトコヴィッチ |
| 30  | DF   | セルビア   | ネマニャ・ペトロヴィッチ     |
| 32  | MF   | セルビア   | ルカ・イリッチ               |
| 35  | MF   | セルビア   | イフェト・ジャコヴァツ       |
| 36  | FW   | セルビア   | ペタル・ラトコヴ             |
| 44  | DF   | セルビア   | ヴカシン・クルスティッチ     |
| 50  | GK   | セルビア   | ニコラ・ブルサチ             |
| 76  | MF   | セルビア   | ニコラ・チョリッチ           |

## 歴代監督
- ペタル・クルチュビッチ 2017
- プレドラグ・ロガン 2018
- ゾルタン・サボ 2018-2020
- ミルコ・ヨヴァノヴィッチ 2020-2021
- ムラデン・クルスタイッチ 2021
- ジャルコ・ラゼティッチ 2021-2024
- デアン・クラフリッチ 2024-

## 歴代所属選手
- ズヴェズダン・テルジッチ 1984-1987
- ニコラ・ジギッチ 1998-2001
- ヤンコ・トゥンバセヴィッチ 2019-2021
- マルコ・ペトコヴィッチ 2020-2022
- ユグ・スタノイェヴ 2020-2023
- ドゥシャン・ストイリコヴィッチ 2021-2022
- スロボダン・ライコヴィッチ 2021-2022
- ペタル・ラトコヴ 2021-2023
- ヨシプ・チャルシッチ 2021-2024
- ペタル・シュクレティッチ 2022
- ニコラス・シュパレク 2022
- ルカ・イリッチ 2022-2023
- ネマニャ・ストイッチ 2022-2024
- ニコラ・クヴェリッチ 2022-
- イヴァン・ミロサヴリェヴィッチ 2022-
- サシャ・ヨヴァノヴィッチ 2022-
- ドゥシャン・ツヴェティノヴィッチ 2023
- ペタル・スタニッチ 2023-
- アレクサンダル・チルコヴィッチ 2023-
- ヴィクトル・ラドイェヴィッチ 2024-
- ミロシュ・デゲネク 2025-